# Lỗ bình cảnh
Lỗ bình cảnh (danh pháp khoa học: Lobelia erinus) là loài thực vật có hoa trong họ Hoa chuông. Loài này được L. mô tả khoa học đầu tiên năm 1753.